# 張君默
張君默（1939年—），原名張景雲，出生於廣東新會。1946年，他隨父母南下到香港。7、80年代，曾經是名噪一時的香港作家，過去主要在《明報》撰寫小品文。

## 簡介
原籍廣東省江門市，一九三九年出生，一九四六年隨父母移居香港至今。中學就讀於香島中學，因肺病未能畢業。病癒後踏足社會，工作於出版社與報社，並且開始寫作。自言倘若不是由於一場大病，就不會變得多愁善感，終於走上寫作的道路。
一九七九年，生平被載入北京語言學院出版之《中國文學家辭典》。
一九八四年以短篇小說《模特兒之戀》獲廣州「花城文學獎」。
一九九四年，以其二十餘年對古玉之收藏與研究，寫成《玉典》一書。

## 作品書目
遙遠的星宿
蟻國 
君默小品 
玉典 
聚散依依 
往事匆匆
粗咖啡
大追蹤
大預言 
山居 
不怕鬼的故事
玉玦
飛越彩虹
異人
掌上小品  
黑貓行動  
自然小品（全文閱讀）
電眼（全文閱讀）
誤殺 
模特兒之戀
蝶神 
鬧市驚奇
寶圖 （页面存档备份，存于）（異象系列） 
寶圖簡介
老頭兒店那張寫在山羊皮上的藏寶圖，烙著一組等待發酵演繹的密碼，誰尋到那個寶藏，誰便富可敵國。
可是那張山羊圖數次被人買走，又數次回到老頭兒店，現在還待在那裡等待下一位主人。但是店主預言，即使再被買走，終久還是要回到他的店裡來，簡直不可思議！
1. ↑  .   [2016-03-10]. （原始内容存档于2016-03-10）.